# Albrecht Wolfgang (hrabia Schaumburg-Lippe)
Albrecht Wolfgang zu Schaumburg-Lippe (ur. 8 maja 1699 w Bückeburgu, zm. 24 września 1748 tamże) – niemiecki oficer i arystokrata, od 1728 hrabia Schaumburg-Lippe.

## Życiorys
Albrecht Wolfgang urodził się 1699 r. jako jedyny syn hrabiego Fryderyka Chrystiana zu Schaumburg-Lippe i jego pierwszej żony Joanny Zofii zu Hohenlohe-Langenburg. Jego pierwszą żoną została Małgorzata Gertruda von Oeynhausen (1701–1726), córka następcy tronu hanowerskiego. późniejszego króla Anglii Jerzego Ludwika i jego wieloletniej metresy Melusine von der Schulenburg. Po jej śmierci ożenił się, w 1730 r., z Charlottą Fryderyką (1702-1785), córką Leopolda von Anhalt-Köthen.
Młodszy brat Albrechta, Fryderyk Ludwik (1702–1776) również był oficerem, jednak w służbie wojsk francuskich.
Albrecht Wolfgang miał dwóch synów: starszego, Jerzego (1722–1742), zmarłego wskutek pojedynku przed ojcem, i młodszego Wilhelma (1724–1777), późniejszego księcia Schaumburg-Lippe, marszałka polnego.
Przez pewien czas w Bückeburgu mieszkał razem ze swoją żoną oraz kochanką hrabiną Charlottą Sophie Bentick. W maju 1740 r. urodził się Charles, syn Albrechta i hrabiny Bentick.
Uczestniczył w wojnie o sukcesję austriacką w służbie armii hanowerskiej. W 1743 r. Albrecht Wolfgang i jego syn Wilhelm wzięli udział w bitwie pod Dettingen. 11 maja 1745 regiment Albrechta Wolfganga, wchodzący w skład armii angielsko-hanowersko-holenderskich, walczył w bitwie pod Fontenoy. W 1747 r. zakończyła się służba wojskowa Albrechta na rzecz księcia orańskiego. Zmarł rok później.
Albrecht Wolfgang należał do wolnomularstwa. Pojawił się w 1725 r. na listach członków londyńskiej Loży Rummer and Grapes, z której powstała Wielka Zjednoczona Loża Anglii. Znał się tam z wielkim mistrzem Johnem Theophilusem Desaguliersem oraz George'em Payne'em. Był kluczową osobą, która przywiodła Fryderyka II Wielkiego do masonerii.